# Ölbach (Muckbach)
Der Ölbach ist ein zusammen mit seinem längeren Oberlauf 5,4 km langer Bach im Main-Tauber-Kreis im Norden von Baden-Württemberg, der in Dittwar vor links in den Muckbach fließt.

## Geographie

### Verlauf
Der Ölbach entsteht auf etwa 270 m ü. NN etwa einen Kilometer westlich des Ortsrandes von Dittwar, einem Stadtteil von Tauberbischofsheim, und läuft ostwärts auf den Ort zu, durchquert ihn in selber Richtung und nimmt darin gleich anfangs kurz vor der querenden Straße Am Spielplatz von rechts den Eisgrundgraben auf, seinen einzigen bedeutenden Zufluss. Gleich nachdem der Bach die Süßbrücke unterquert hat, tritt er am Beginn der Grasbergstraße in eine unterirdische Verdolung ein, die sich auch nach dem Ende der Straße in deren Richtung fortsetzt. Zuletzt quert die Verdolung am östlichen Dorfrand die Landstraße 578 und mündet auf deren anderer Seite von links und Westen in den unteren Muckbach.
Der Ölbach ist zusammen mit seinem gegenüber dem linken deutlich längeren rechten Oberlauf Reißberggraben 5,4 km lang, von dessen Zusammenfluss mit dem kleineren Straßengraben an gerechnet nur 2,2 km.

### Einzugsgebiet
Das 9,3 km² große Einzugsgebiet des Ölbachs liegt in einem Höhenbereich zwischen etwa 406 m ü. NN nahe am Wasserreservoir von Esselbrunn im Südwesteck des Einzugsgebietes wenig über dem Ursprung des Reißberggrabens und etwas unter 220 m ü. NN an der Mündung am Ostrand von Dittwar. Im Osten und Südosten grenzt das Einzugsgebiet des mittleren und oberen Muckbachs an, im Südwesten das des Schüpfbachs, der über die Umpfer zur Tauber fließt. Jenseits der westlichen und nördlichen zieht nahe der Brehmbach, der den Muckbach aufnimmt und dann weiter abwärts auch in die Tauber mündet.
Den größten Gebietsanteil hat die Stadt Tauberbischofsheim, einen etwas kleineren im Westen die Gemeinde Königheim mit insbesondere fast dem gesamten Lauf des Reißberggrabens, einen sehr kleinen am Südrand die Stadt Lauda-Königshofen.

### Zuflüsse
Hierarchisch, jeweils von der Quelle zur Mündung:
- Reißberggraben, rechter und südwestlicher Oberlauf, 3,2 km und ca. 1,2 km²
- Straßengraben, linker und nordwestlicher Oberlauf, 0,7 km und ca. 1,2 km²
- Eisgrundgraben, von rechts und Südsüdwesten im westlichen Dittwar, 3,5 km und ca. 3,5 km²

### Flusssystem Brehmbach
- Liste der Fließgewässer im Flusssystem Brehmbach

## Geologie und Naturräume
Das Einzugsgebiet liegt im Naturraum Tauberland, der vom Muschelkalk geprägt ist.

## Geschichte
Am Fronleichnamstag, dem 21. Juni 1984 führte Starkregen zu einer Hochwasserkatastrophe in den Tälern des Ölbachs und einiger Nachbargewässer. Dittwar und die umliegenden Gemeinden waren betroffen. Es entstand ein Schaden von etwa 90 Millionen Deutsche Mark.